# Inri (zespół muzyczny)
INRI – polski zespół muzyczny grający punk rocka. Grupa pochodzi z Piły. Została założona w 1991 r. W swojej karierze zespół zagrał wiele koncertów oraz uczestniczył w festiwalach, organizowanych zarówno w Polsce jak i za granicą. W kontekście występów zagranicznych to ma na swoim koncie bardzo dużo koncertów w Niemczech, ale występował również na Węgrzech, Słowacji, Litwie, w Słowenii. Formacja wydała pięć albumów studyjnych i jeden koncertowy. Jej utwory zamieszczane były także na różnych składankach związanych ze sceną punk i pokrewnych.

## Historia i występy
Zespół muzyczny INRI pochodzi z Piły. Został założony w 1991 r..
Formacja wydała pięć albumów studyjnych i jeden album koncertowy (według stanu do marca 2025 r.). Jej utwory zamieszczane były także na różnych składankach związanych ze sceną punk i pokrewnych, wydawanych w Polsce i poza granicami kraju. Debiutancki album pod tytułem „Sala jednego marzenia” po raz pierwszy ukazał się w 1993 r.. Latem 1995 r. formacja weszła do niemieckiego studio nagraniowego „Disaster” mieszczącego się w Hanowerze i tam nagrała materiał do drugiego albumu wydanego pod tytułem „Futur” w 1995 r.. Pierwsze wydania kolejnych albumów zespołu ukazywały się w następujących latach: 1995 r. (album koncertowy), 1998 r., 2002 r. i 2006 r.. Niektóre z albumów zespołu doczekały się reedycji. Można przy tym wspomnieć, że kilka spośród albumów zespołu było nagrywanych w Niemczech, choć przykładowo „Noce i dni” zostały nagrane w rodzinnej Pile.
Zespół w swojej karierze, w różnych okresach czasu, również sporo koncertował. Występy grupy obejmowały uczestnictwo w festiwalach organizowanych zarówno w Polsce jak i za granicą, oraz koncerty indywidualne i wspólne z innymi punkrockowymi zespołami. W kontekście występów zagranicznych to kapela ma na swoim koncie bardzo dużo koncertów w Niemczech, ale również występy na Węgrzech, Słowacji, Litwie, w Słowenii.
Przykładowe koncerty i festiwale muzyczne, na których INRI występował oraz pozostali wykonawcy muzyczni, z którymi formacja miała okazję grać na jednej scenie:
- 1995-03-25: Bydgoszcz, pozostali wykonawcy – Schizma[16]
- 2002-10-20: Piła, klub EDEN, koncert pod dewizą „Wykopmy rasizm ze stadionów”, pozostali wykonawcy – Akurat, Alians, Żółte Sznurówki Monicy[17]
- 2004-12-03: Zielona Góra, pozostali wykonawcy – Leniwiec, Jugosławia, Nonsens, Patefon[18]
- 2005-01-29: Poznań, klub U Bazyla, pozostali wykonawcy – Jugosławia[19]
- 2007-11-03: Ostróda, klub „Młyńskie Koło”, OST-ROCK 2007 UndergrounD Fest!, 3 edycja festiwalu Ost–Rock, w konkursie wzięło udział 6 kapel – That’s All She Wrote, Maypole, Monolit, Borsux Bros., Kaboom, The Roosters, a INRI i Ilegality ze Słowacji wystąpili jako goście specjalni[20][21]
- 2015-01-23: Piła, klub Barka, pozostali wykonawcy – 1125, C.R.U.N.C.H[22]
- 2015-04-11: Złotów, klub Generator, pozostali wykonawcy – Alians, C.R.U.N.C.H, Endless Desire[23]
- 2016-06-25: Namysłów, Błonia Namysłowskie, Czochraj Bobra Fest 2016 (trzydniowy festiwal trwający od 24 do 26 czerwca), między innymi wsparcie kampanii „Muzyka Przeciwko Rasizmowi”, różni wykonawcy[24][25]
- 2019-12-21: Wałcz, Thestylacja, pozostali wykonawcy – Jamnik 73[26]
- 2020-04-18: Piła, Club Barka Piła, „Punx Mix Fest”, edycja 4, pozostali wykonawcy – Human Rights, Inkwizycja[27][28].

## Składy i powiązania
Skład zespołu z 1994 r. w czasie sesji nagraniowej do albumu „Sala jednego marzenia” (trwającej od 3 do 11.03.1994 r.), funkcja i instrument muzyczny:
- Igor Serwacki: wokal
- Lech "Leon" Bartkowiak: perkusista – perkusja
- Andrzej "Małpa" Świstak: basista - gitara basowa
- Tomasz Wróbel: gitarzysta – gitara[13].

Skład zespołu z 1995 r. czasie sesji nagraniowej do albumu „Futur”, funkcja i instrument muzyczny:
- Igor Serwacki: wokal
- Lech "Leon" Bartkowiak: perkusista – perkusja
- Tomasz "Ryba" Rybarczyk: basista - gitara basowa, wokal
- Tomasz Wróbel: gitarzysta – gitara
- Waldemar Bąk: gitarzysta – gitara[9].

Skład zespołu z 1998 r. czasie sesji nagraniowej do albumu „Noce i dni”, funkcja i instrument muzyczny:
- Igor Serwacki: wokal
- Lech "Leon" Bartkowiak: perkusista – perkusja
- Longin (Longin Bartkowiak): basista - gitara basowa
- Andrzej "Małpa" Świstak: gitarzysta – gitara
- Tomasz Wróbel: gitarzysta – gitara[14].
- goście:
- Miłka Malzhan - wokal
- Piotr Maliński - saksofon
- Michał "Dósioł" Thiede - melodyka
- Tom Horn - klawisze

Skład zespołu z 2003 r. czasie sesji nagraniowej do albumu „Głos w sprawie zasadniczej”, funkcja i instrument muzyczny:
- Igor Serwacki: wokal
- Jarosław "Wonski" Jasiński: gitarzysta – gitara
- Lech "Leon" Bartkowiak: perkusista – perkusja
- Longin (Longin Bartkowiak): basista - gitara basowa
- Tomasz Wróbel: gitarzysta – gitara[12].
- goście:
- Kunti Piofczyk: wokal

Skład zespołu z 2006 r. czasie sesji nagraniowej do albumu „Demokracja”, funkcja i instrument muzyczny:
- Igor Serwacki: wokal
- Tomasz Wróbel: gitarzysta – gitara
- Lech "Leon" Bartkowiak: perkusista – perkusja
- Jarosław "Wonski" Jasiński: gitarzysta – gitara
- Bartosz "Szkodnik" Klink: basista - gitara basowa
- Michał "Dósioł" Thiede: basista - gitara basowa
- goście:
- Longin (Longin Bartkowiak): basista - gitara basowa, wokal
- Artur Szałowski: gitara
- Kunti Piofczyk: wokal
- Andrzej "Małpa" Świstak: gitara

Gościnnie na wokalu, w chórkach, występował czasem niejaki Kunti, który był wokalistą zespołu Happy Kadaver. Longin Bartkowiak grał zespole Strachy na Lachy (od chwili jego założenia w 2001 r., wówczas pod nazwą Grabaż + Ktoś Tam Jeszcze, a następnie Międzymiastuffka Muzykująca Grabaż i Strachy Na Lachy) i Na GÓRZE.

## Twórczość i opinie
Muzyka tworzona i prezentowana przez zespół zaliczana jest do gatunku muzycznego jakim jest rock, a szczególności w jego obrębie przynależy do nurtu muzycznego punk rock. Styl prezentowany przez kapelę wyraźnie nawiązuje swoimi korzeniami do starych, punkowych tradycji. Oczywiście istnieją w nim dostrzegalne różnice pomiędzy różnymi okresami czasu, co ma także przełożenie na charakter poszczególnych albumów muzycznych, ale generalnie w wyrażanych opiniach dominują stwierdzenia, że jest to gra ostra, szybka, dynamiczna, wręcz mocarna i dosadna, z melodyjnym brzmieniem, czadowa, a czasem nawet nieco hardcorowa, momentami jednak z nieco lżejszymi akcentami. Zdarzają się także nieco „połamane”, „kombinowane” kompozycje oraz elementy ska, co miało miejsce szczególnie w albumie „Noce i dni” oraz „Głos w sprawie zasadniczej”, a co w zasadzie częściowo jest oceniane jako „nie punk rock”, a przynajmniej nie klasyczny punk rock. I to szczególnie w odniesieniu do tego typu „odchyleń” od pierwotnego i docenianego stylu muzycznego kapeli można znaleźć najwięcej krytyki, niekiedy całkiem ostrej, choć nawet osoby krytykujące te zmiany przyznają, że może to w pewnym stopniu być interesujące.
Pod względem tekstów i przekazu nich płynącego mamy do czynienia mocnymi oraz zdecydowanymi wypowiedziami, często niesztampowymi, inteligentnymi, prostolinijnymi, na które warto zwrócić uwagę. Są tam treści mocno zaangażowane politycznie, społecznie, ale i odnoszące się do problemów jednostki, samotności. W szczególności zwracają uwagę na siebie takie kwestie jak głupota polskich elit politycznych, ciemne machinacje Kościoła, sprawy społeczne, czy otaczająca nas rzeczywistość i celny jej opis. W tym kontekście warto podać określenia przypisane do zawartości tekstów części piosenek takie jak niebanalne spostrzeżenia, zaskakujące i oryginalne metafory, wstydliwe tematy. Choć i w tym zakresie oczywiście nie brakuje utworów, które są albo krytykowane, albo co najmniej określane mianem niezrozumiałych, przekombinowanych, coraz bardziej wyrafinowanych przez co nie sprawdzających się w punk rocku, lub takie które próbuje się traktować jako dowcip czy eksperyment, bo nic innego nie przystaje do ich oceny.
W komentarzach do tej twórczości, w zależności od albumu można spotkać jej porównania do innych, znanych i utytułowanych kapel. Warto tu przytoczyć między innymi wypowiedź, że dokonania zespołu zawarte w albumie „Futur” są pomiędzy Discharge a Bad Religion. W kontekście tego wydawnictwa istnieje opinia recenzentów ale też publiczności, że jest to chyba najlepsza ich płyta. Nie mniej inne porównanie, dotyczące zawartości albumu „Demokracja”, odnosi z kolei tę twórczość i działalność do dokonań zespołu Propaghandi. Zaś jeszcze inna recenzja, tym razem albumu „Głos w sprawie zasadniczej” ponawia kwestię najlepszego albumu zespołu INRI, wskazując że takowym może być ten właśnie, czwarty materiał studyjny.
Pośród twórczości własnego autorstwa można także znaleźć aranżacje wykonane przez INRI utworów innych wykonawców muzycznych, między innymi w coverze utworu Brudnych Dzieci Sida (utwór „Agata”), w coverze piosenki niemieckiej kapeli Boskops, czy w utworze „Live to love” z repertuaru grupy Izrael. Z innych zespołów, których utwory INRI wykonywało we własnych aranżacjach można wymienić takie jak Ręce do góry, Rejestracja, Dzieci Kapitana Klossa.

## Dyskografia

### Dyskografia zespołu
Albumy muzyczne zespołu INRI:
- „Sala jednego marzenia”[13][46], wydawca – QQRYQ Productions (identyfikator – 055)[8][47]: 
  - 1994 r., nośnik danych – jedna kaseta magnetofonowa[13][8]
  - 2001 r., nośnik danych – jedna płyta kompaktowa[47]
- „Koncert” („INRI-live”): 1995 r., wydawca – Kornicore Records (identyfikator – MC009), nośnik danych – jedna kaseta magnetofonowa[4][16][48]
- „Futur”[9][49]:
  - 1995 r., wydawca – Kornicore Records[9][50][51]
    - (identyfikator – 010), nośnik danych – jedna płyta kompaktowa[50]
    - (identyfikator – MC 010), nośnik danych – jedna kaseta magnetofonowa[51]

  - 2022 r., wydawca – Pasażer, Underground Factory, nośnik danych – jedna płyta gramofonowa, długogrająca, dwie wersje wydania[10][52][53]
- „Noce i dni”: 1998 r., wydawca – Rock'n'Roller, nośnik danych – jedna płyta kompaktowa[14][43][54]
- „Głos w sprawie zasadniczej”, wydawca – Pasażer[2][12][45][55]:
  - 2002 r., nośnik danych – jedna płyta kompaktowa[56]
  - 2003 r., nośnik danych – jedna kaseta magnetofonowa[57]
- „Sala jednego marzenia / Futur”, „Noce i dni”: brak informacji o dacie wydania, półprofesjonalne wydanie, każdy z wymienionych dwóch albumów na jednej płycie kompaktowej (brak informacji o wydawcy), recenzowane w fanzinie „Pasażer” z 2006 r., w albumach zamieszczono dodatkowe utwory bonusowe[44]
- „Demokracja”: 2006 r., wydawca – Nikt Nic Nie Wie (identyfikator – 133), nośnik danych – jedna płyta kompaktowa[4][42][58].

### Składanki
Składanki, kompilacje, w ramach których zamieszczono minimum jeden utwór muzyczny zespołu INRI:
- „Vitaminepillen #3”: 1994 r., wydawca – Vitaminepillen Records, Impact Records (identyfikator – VP 004), miejsce wydania - Europa, nośnik danych – dwie płyta kompaktowa[13][60]
- „All Human Rights Reserved Vol. I”: 1995 r., wydawca – QQRYQ Productions (identyfikator – QQP 050CD), nośnik danych – jedna płyta kompaktowa[61]
- „Słyszałeś(aś) to wszystko już wcześniej”[62], nośnik danych – jedna kaseta magnetofonowa[63][64]:
  - 1998 r., wydawca – UPS (identyfikator – UPStape#5), kraj wydania – Holandia[63]
  - brak informacji o dacie wydania, wydawca – Stradoom, kraj wydania – Polska[64]
- „Punks, Skins & Rude Boys Now! Vol. 1”: 1998 r., wydawca – Rock'n'Roller, promo, nośnik danych – jedna płyta kompaktowa załączona do zinu Garaż nr 11[65]
- „Pasażer HC/Punk CD #16”: 2002 r., wydawca – Pasażer, nośnik danych – jedna płyta kompaktowa załączona do zinu Pasażer nr 16[66]
- „Pasażer #17 Sampler”: 2003 r., wydawca – Pasażer, sampler, nośnik danych – jedna płyta kompaktowa załączona do zinu Pasażer nr 17[67][68]
- „Ostry Dyżur Vol 1% (Hard Core/Punk Out Of Poland)”: 2003 r., wydawca – Pasażer, Shing Records, nośnik danych – jedna płyta kompaktowa[69]
- „MP3 Compilation #3”: 2006 r., wydawca – Band.pl, , nośnik danych – dwie płyty kompaktowe[70]
- „Uderzaj Teraz! - Polish Punk Szene-Report”: 2007 r., wydawca – Funtomias Records, nośnik danych – jedna kaseta magnetofonowa[71].